# Victoria Prentis
Victoria Mary Boswell Prentis (Banbury, 24 de marzo de 1971) es una política conservadora británica que se ha desempeñado como miembro del parlamento de Banbury desde Elecciones generales del Reino Unido de 2015.
Fue Secretaria Privada Parlamentaria (PPS) de los ministros subalternos en el Departamento de Transporte entre julio de 2016 y junio de 2017, y fue Secretaria Privada Parlamentaria (PPS) del líder de la Cámara de los Comunes desde junio de 2017 hasta febrero de 2020. Fue nombrada subsecretaria de Estado parlamentaria de Agricultura, Pesca y Alimentación en febrero de 2020 y fue ascendida a Ministra de Estado de Agricultura, Pesca y Alimentación en septiembre de 2021, durante la segunda remodelación del gabinete del segundo ministerio de Johnson.

## Infancia y educación
Prentis nació Victoria Boswell, en Banbury, y creció en la granja familiar en las cercanías de Aynho. Fue educada en Royal Holloway, Universidad de Londres y Downing College, Cambridge, donde recibió títulos en inglés y derecho respectivamente. Es hija de Lord Boswell de Aynho, quien fue diputado por Daventry de 1987 a 2010.
Obtuvo el título de abogada en 1995. Ingresó al Servicio Civil en 1997, y se fue en noviembre de 2014. Su último trabajo para el gobierno fue codirigir (en un trabajo compartido) el "Equipo de Justicia y Seguridad" en el Departamento del procurador del Tesoro.

## Carrera parlamentaria
En noviembre de 2014, fue seleccionada como candidata conservadora para el distrito electoral de Banbury en las elecciones generales de 2015. Retuvo el distrito electoral para los conservadores (ocupado por ellos desde 1922). En el Parlamento, formó parte del Comité Selecto de Justicia y del Comité Selecto de Instrumentos Estatutarios. Prentis se opuso al High Speed 2 (línea ferroviaria de alta velocidad). Se rebeló contra el gobierno conservador cuando el proyecto de ley HS2 recibió su segunda lectura en la Cámara de los Comunes en marzo de 2016.
Fue un partidaria fundadora de Conservatives for Reform in Europe, un grupo que hizo campaña en apoyo de la membresía del Reino Unido en una Unión Europea reformada. En consecuencia, declaró que votaría por permanecer en el referéndum de 2016 sobre la membresía del Reino Unido en la UE. Declaró que votó por permanecer en la Unión Europea, pero desde entonces ha dado su apoyo al acuerdo de Boris Johnson.
Apoyó la candidatura de Theresa May durante el concurso de liderazgo conservador de 2016. Fue nombrada Secretaria Privada Parlamentaria de los ministros subalternos en el Departamento de Transporte en julio de 2016. 
Fue reelegida como diputada de Banbury en las elecciones generales de 2017.
En mayo de 2019, respaldó al candidato Rory Stewart para el liderazgo del Partido Conservador.
En febrero de 2020, se incorporó al Departamento de Medio Ambiente, Alimentación y Medio Rural como Subsecretaria de Estado Parlamentaria de Agricultura, Pesca y Alimentación.
En enero de 2021, dijo durante una entrevista que no se quedó boquiabierta cuando leyó el Acuerdo de cooperación y comercio entre la Unión Europea y el Reino Unido, que incluye la agricultura, la pesca y la alimentación, porque estaba "muy ocupada organizando el sendero de la natividad local". Votó a favor del acuerdo en línea con la política del gobierno.
En marzo de 2022, fue la primera parlamentaria británica en acoger a un refugiado ucraniano en su casa en medio de la guerra en Ucrania.

## Vida personal
Prentis está casada con Sebastian Prentis, juez del Tribunal de Insolvencia y Sociedades, a quien conoció cuando ambos eran estudiantes en la Universidad de Cambridge. La pareja tiene dos hijas y vive en Somerton, Oxfordshire.